# Robert Cecil
Edgar Algernon Robert Gascoyne Cecil, 1º Visconde Cecil de Chelwood (Salisbury, 14 de setembro de 1864 — Tunbridge Wells, 24 de novembro de 1958), conhecido como Lorde Cecil, foi um advogado, ministro e diplomata britânico.
Recebeu o Nobel da Paz em 1937, por ser um dos criadores da Sociedade das Nações.
Filho do terceiro Marquês de Salisbury, Edgar Cecil, exerceu advocacia entre 1887 e 1906. Em 1906, Cecil entrou para a política activa, como membro do Partido Conservador, sendo o representante de East Marylebone na Câmara dos Comuns, até 1910. Em 1911, como independente do Partido Conservador, representou a Hitchin Division de Hertfordshire.
Durante a Primeira Grande Guerra trabalhou na Cruz Vermelha, mas interrompeu a sua participação em 1915, para exercer o cargo de subsecretário do Ministério dos Negócios Estrangeiros. Em 1918 chegou a secretário de estado-adjunto do mesmo ministério.
Em 1916, influenciado pelas consequências dramáticas da guerra, propôs medidas que evitassem a repetição desta tragédia. Esta proposta foi o primeiro passo para a criação da Sociedade das Nações, organismo criado em 1919 pelo Tratado de Versalhes, e que terminou em 1946.
Em 1923 Cecil recebeu o título de Visconde Cecil de Chelwood. Nos anos que se seguiram ao fim da Sociedade das Nações, Lord Cecil retomou o seu lugar na Câmara dos Lordes, e continuou a participar na causa pela paz, nas Nações Unidas, como presidente honorário.